# 亞力山扁蚜
亞力山扁蚜（学名：Pseudoregma alexanderi）为扁蚜科角扁蚜屬下的一个种。